# バーボン・ウイスキー

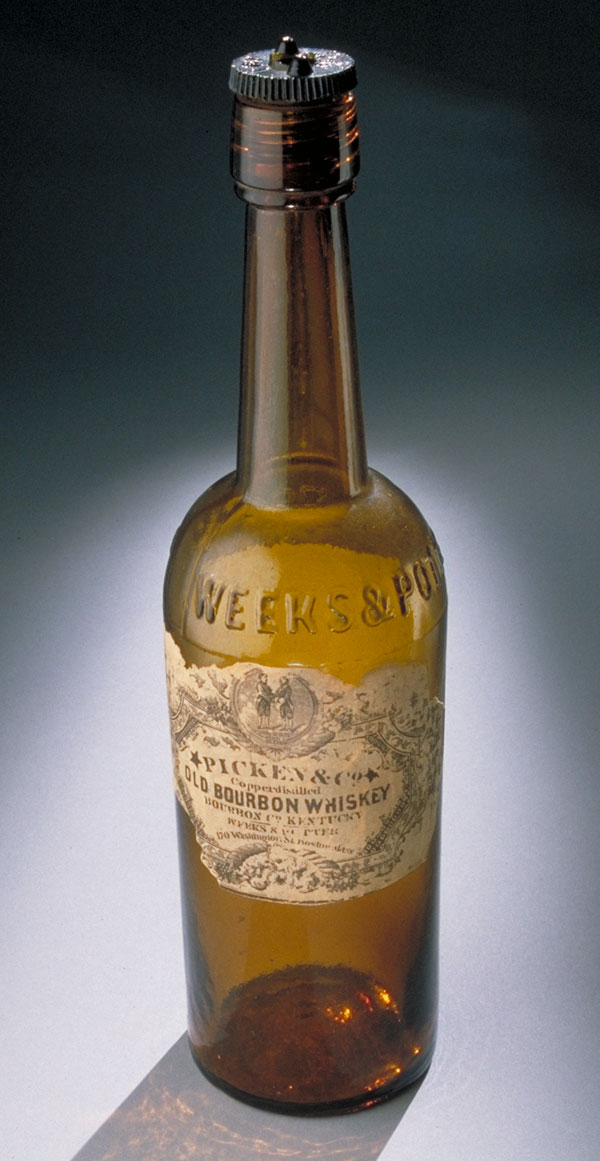
19世紀のバーボン・ウイスキーの瓶

バーボン・ウイスキー （英: bourbon whiskey）は、アメリカ合衆国ケンタッキー州を中心に生産されているウイスキー（アメリカン・ウイスキー）の1種。略して「バーボン」とも呼ばれる。

## 歴史
1789年（合衆国発足の年）、エライジャ・クレイグ牧師によって作られ始めたのが最初といわれている。
バーボンという名前はフランスの「ブルボン朝」に由来する。アメリカ独立戦争の際にアメリカ側に味方したことに感謝し、後に合衆国大統領となるトーマス・ジェファーソンがケンタッキー州の郡のひとつを「バーボン郡」と名づけた。それが同地方で生産されるウイスキーの名前となり、定着したものである。したがってかつてバーボン・ウィスキーというのは、地理的な呼称、つまりケンタッキー州で生産されたコーン・ウィスキー（コーン・ウイスキー）のことを指す呼称であった。しかし後にバーボン・ウィスキーとコーン・ウィスキーとはその原料と製法によって再定義がなされ、別物を指すようにアメリカ合衆国の法律で規定されるに至った。

## 製法
以下にアメリカの法律に準拠するバーボンの製造方法を示す。
主原料は51パーセント以上のトウモロコシ、ライ麦・小麦・大麦など。これらを麦芽で糖化、さらに酵母を加えてアルコール発酵させる。その後、連続式蒸留器で、アルコール度数を80パーセント（160プルーフ）以下となるように蒸留を行って、バーボンの原酒（ニューポット）となる蒸留酒を製造する。このニューポットをアルコール度数62.5パーセント（125プルーフ）以下に加水して調整し、内側を焼き焦がしたホワイトオーク製の新樽に詰め、熟成を行う。この熟成によって、焦げた樽の成分がニューポットへ移り、無色透明だったニューポットは独特の琥珀色に着色される。またニューポットの一部は大気中に揮発し、さらにこの間にゆっくりと進行する化学変化によって、バーボンは作られる。熟成期間の下限は規定されていないが、4年未満の場合はラベルに熟成期間を表示することが義務付けられている。
熟成の際に樽の内側を焦がすようになった由来については、代表的な説をいくつか紹介するが、どれも定かではない。
- クレイグ牧師が樽を置いていた鶏小屋が火事に遭ってしまい偶然にできた、という説
- 最初から内側が焦げていた樽を偶然使用したのでは、という説
- 魚が詰めてあった樽の生臭さを消すために仕方なく内側を焦がしたのでは、という説

なお、完成品として市場に出荷される際には、熟成終了後は加水を行う場合がある。

## 法律
バーボンの定義は国によって異なるが多くはアメリカ合衆国の法律に準拠している。

### アメリカ
アメリカ国内で「バーボンウイスキー」として消費・宣伝するには以下の要件を満たす必要が有る。結果、着色料の使用が禁止されている。また、この条件を十分満たしていても「バーボンウイスキー」と名乗る義務はない（ジャックダニエル等）。
- アメリカ合衆国で製造されていること。
- 原材料のトウモロコシの含有量は51パーセント以上であること。
- 新品の炭化皮膜処理されたオーク樽（英語版）を製造に用いること
- 80パーセント以下の度数で蒸留されていること。
- 熟成のために樽に入れる前のアルコール度数は62.5パーセント以下であること。
- 製品として瓶詰めする場合のアルコール度数は40パーセント以上であること。

### 日本
日本の法律ではバーボンウイスキーの定義は無く、「ウイスキー類」に分類される。

## 種類
バーボンの中で、特に2年以上熟成させたものは「ストレート・バーボン」、樽同士のブレンドを行わずに少量を瓶詰めしたものは「シングル・バレル・バーボン」、さらに5種類から10種類の樽をブレンドしたものは「スモール・バッチ・バーボン」と呼ばれ、区別されている。
ケンタッキー州で生産されたバーボンウイスキーには「ケンタッキー・ストレート・バーボン」などと明記されて区別されている。

## 主な銘柄
- アーリー・タイムズ（Early Times）
- I.W.ハーパー（I.W. Harper）
- ジム・ビーム（Jim Beam）
- フォア・ローゼズ（Four Roses）
- メーカーズマーク（Maker's Mark）
- ワイルドターキー（WILD TURKEY）
- エライジャ・クレイグ（英語版）（Elijah Craig）
- ウッドフォードリザーブ（Woodford Reserve）
- オールド・クロウ（Old Crow）